# Long Thạnh, Thủ Thừa
Long Thạnh là một xã thuộc huyện Thủ Thừa, tỉnh Long An, Việt Nam.

## Địa lý
Xã Long Thạnh có vị trí địa lý:
- Phía đông giáp các xã Long Thuận và Tân Long
- Phía tây giáp huyện Thạnh Hóa
- Phía nam giáp xã Long Thuận
- Phía bắc giáp xã Tân Long.

Xã có diện tích 33,08 km², dân số năm 2003 là 3.825 người, mật độ dân số đạt 116 người/km².

## Hành chính
Xã được chia thành 3 ấp: 1, 2, 3.

## Lịch sử
Xã Long Thạnh được thành lập vào ngày 14 tháng 1 năm 1983 trên cơ sở tách một phần diện tích và dân số của xã Long Ngãi Thuận cũ.
Ngày 15 tháng 5 năm 2003, Chính phủ ban hành Nghị định số 50/2003/NĐ-CP. Theo đó, thành lập xã Long Thành trên cơ sở 4.310,5 ha diện tích tự nhiên và 2.871 người của xã Long Thạnh.
Sau khi điều chỉnh địa giới hành chính, xã Long Thạnh còn lại 3.307,5 ha diện tích tự nhiên và 3.825 người.